# Comuna Leleakî, Jmerînka
Leleakî (în ucraineană Леляки) este o comună în raionul Jmerînka, regiunea Vinnița, Ucraina, formată din satele Leleakî (reședința), Mala Jmerînka, Podilske și Tartak.

## Demografie
Componența lingvistică a satului Leleakî
     Ucraineană (97,48%)
     Rusă (1,99%)
     Alte limbi (0,49%)
Conform recensământului din 2001, majoritatea populației satului Leleakî era vorbitoare de ucraineană (97,48%), existând în minoritate și vorbitori de rusă (1,99%).